# Pityopsis oligantha
Pityopsis oligantha là một loài thực vật có hoa trong họ Cúc. Loài này được (Chapm. ex Torr. & A.Gray) Small miêu tả khoa học đầu tiên năm 1933.